# Leslie Rich
Leslie George Rich (Somerville, 29 dicembre 1886 – Dade City, ottobre 1969) è stato un nuotatore statunitense.

## Palmarès

### Olimpiadi
- Bronzo a Londra 1908 nella staffetta 4x200 metri stile libero.